# Sinhalestes orientalis
Sinhalestes orientalis é uma espécie de libelinha da família Lestidae.
É endémica do Sri Lanka.
Está ameaçada por perda de habitat.